# Белоножко, Пётр Иванович
Пётр Иванович Белоножко (15 апреля 1928, Армавир, Северо-Кавказский край — 3 июня 2024) — советский военачальник, генерал-полковник авиации (3 ноября 1983). Заслуженный военный лётчик СССР (1978).

## Биография
Родился 15 апреля 1928 года в Краснодарском крае. В 1947 году окончил Краснодарскую спецшколу ВВС.
В Советской армии с 1947 года. В 1950 году окончил Батайское военное авиационное училище лётчиков имени А. К. Серова. В 1950—1955 годах служил в строевых частях ВВС СССР на Дальнем Востоке. В 1958 году окончил Военно-воздушную академию (Монино). С 1958 года — командир авиационной эскадрильи, заместитель командира и командир истребительного авиационного полка.
В 1969 году окончил Военную академию Генерального штаба Вооружённых сил СССР. С 1969 года — командир авиационной дивизии. С 1971 года — заместитель командующего ВВС Туркестанского военного округа. С 1973 года — первый заместитель командующего 73-й воздушной армией. С июля 1976 года — командующий 73-й воздушной армией в Среднеазиатском военном округе. С 1980 года — командующий ВВС Среднеазиатского военного округа, принимал участие в боевых действиях в Афганистане. С февраля 1983 года — первый заместитель начальника Главного штаба ВВС. В 1986 году участвовал в ликвидации последствий аварии на Чернобыльской АЭС. С 1989 года — в запасе.
За время службы в ВВС освоил более 20 типов истребителей. Последние 17 лет летал на сверхзвуковых реактивных самолётах—истребителях.
Жил в Москве. До 1998 года работал в Генеральном штабе и в Главном штабе ВВС.
Умер 3 июня 2024 года в возрасте 96 лет. Похоронен на Федеральном  военном  мемориале  «Пантеон  защитников  Отечества».

## Награды
- Орден Мужества
- Орден Красного Знамени
- Орден Красной Звезды
- Ордена «За службу Родине в Вооружённых Силах СССР» 2-й и 3-й степеней
- Медали СССР
- Заслуженный военный лётчик СССР

Иностранные ордена и медали
- Орден «9 сентября 1944 года» II степени с мечами (Болгария, 22.01.1985)
- Медаль «30 лет Победы над фашистской Германией» (Болгария, 6.03.1975)
- Медаль «За укрепление братства по оружию» (Болгария, 16.05.1985)
- Медаль «30 лет освобождения Чехословакии Советской Армией» (ЧССР, 1975)
- Медаль «Братство по оружию» в золоте (ГДР, 12.04.1985)
- Медаль «Братство по оружию» (Польша, 12.10.1988)
- Медаль «30 лет Халхин-Гольской Победы» (Монголия, 1969)
- Медаль «50 лет Монгольской Народной Армии» (Монголия, 15.03.1971)
- Медаль «60 лет Вооружённым силам МНР» (Монголия, 29.12.1981)
- Медаль «30-я годовщина Революционных Вооружённых сил Кубы» (Куба, 24.11.1986)